# San Juan (província)
|  | Aquest article tracta sobre la província dominicana. Si cerqueu la província argentina, vegeu «província de San Juan». |

San Juan és una província de la República Dominicana. Abans del 1961 era coneguda com a Benefactor. Situada a la regió de la vall, limita al sud amb la província de Bahoruco; a l'est amb Azua; al nord amb La Vega, Santiago, i Santiago Rodríguez; i a l'oest amb Elías Piña. La seva capital és San Juan de la Maguana.
Des del 20 de juny de 2006 la província està organitzada en els següents municipis i districtes:
- Bohechío, districtes municipals: Arroyo Cano i Yaque
- El Cercado, districtes municipals: Batista i Derrumbadero
- Juan de Herrera, districtes municipals: Jinova i La Rubia
- San Juan de la Maguana, districtes municipals: El Rosario, Guanito, Hato del Padre, La Jagua, Las Maguanas, Las Charcas de Maria Nova, Pedro Corto, Sabana Alta i Sabaneta.
- Las Matas de Farfán, districtes municipals: Carrera de Yegua i Matayaya
- Vallejuelo, districte municipal: Jorjillo

Llista dels municipis amb la seva població segons el cens de 2012:
| Nom                    | Població total | Població urbana | Població rural |
| ---------------------- | -------------- | --------------- | -------------- |
| Bohechío               | 9.652          | 4.208           | 5.444          |
| El Cercado             | 25.688         | 2.585           | 23.103         |
| Juan de Herrera        | 12.963         | 6.952           | 6.011          |
| Las Matas de Farfán    | 70.586         | 35.054          | 35.532         |
| San Juan de la Maguana | 169.032        | 119.581         | 49.451         |
| Vallejuelo             | 12.555         | 1.006           | 11.549         |
| Província de San Juan  | 300.476        | 154.386         | 146.090        |